# Bosons X et Y
En physique des particules, les bosons X et Y (parfois appelés collectivement « bosons X »:437) sont des particules élémentaires hypothétiques analogues aux bosons W et Z, mais correspondant à une force unifiée prédite par le modèle de Georgi-Glashow (en), une théorie de grande unification (GUT).
Comme les bosons X et Y sont médiateurs de la grande force unifiée, ils auraient une masse inhabituellement élevée, dont la création nécessiterait une énergie supérieure à celle de toute expérience actuelle de collisionneur de particules comme le Grand collisionneur de hadrons. Il est significatif que les bosons X et Y couplent les quarks (constituants des protons et autres) aux leptons (tels que les positons), ce qui viole la conservation du nombre baryonique et permet ainsi la désintégration du proton.
Cependant, l'Hyper-Kamiokande a fixé une limite inférieure à la demi-vie du proton, à environ 1034 ans. Étant donné que certaines théories unifiées telles que le modèle de Georgi-Glashow prédisent une demi-vie inférieure à celle-ci, l'existence des bosons X et Y, telle que formulée par ce modèle particulier, reste hypothétique.

## Détails
Un boson X aurait les deux modes de désintégration suivants:442 :
X+ → uL + uR
X+ → e+
L + dR
où les deux produits de désintégration de chaque processus ont une chiralité opposée, u est un quark up, d un antiquark down et e+ un positon.
Un boson Y aurait les trois modes de désintégration suivants:442 :
Y+ → e+
L + uR
Y+ → dL + uR
Y+ → dL + νeR
où u est un antiquark up, d un quark down et νe un antineutrino électronique.
Le premier produit de chaque désintégration présente une chiralité gauche (indice L, pour l'anglais left) et le second une chiralité droite (R, pour right), ce qui produit toujours un fermion de même sens que celui produit par la désintégration d'un boson W, et un fermion de sens contraire (« de sens inverse »).
Des produits de désintégration similaires existent pour les autres générations quark-lepton.
Dans ces réactions, ni le nombre leptonique (L) ni le nombre baryonique (B) ne sont conservés séparément, mais la combinaison B-L l'est. Des rapports de branchement différents entre le boson X et son antiparticule (comme c'est le cas pour le méson K) expliqueraient la baryogenèse. Par exemple, si une paire X+ / X-
est créée à partir de l'énergie et qu'elle suit les deux branches décrites ci-dessus :
X+ → uL + uR
X- → dL + e-R
Le regroupement du résultat (u + u + d) + e- = p + e- montre qu'il s'agit d'un atome d'hydrogène.

### Origine
Les bosons X± et Y± sont définis respectivement comme les six composantes Q = ± 4/3 et Q = ± 1/3⁠ des deux derniers termes de la représentation adjointe 24 de SU(5) (en) telle qu'elle se transforme sous le groupe du modèle standard :
{\displaystyle \mathbf {24} \rightarrow (8,1)_{0}\oplus (1,3)_{0}\oplus (1,1)_{0}\oplus (3,2)_{-{\frac {5}{6}}}\oplus ({\bar {3}},2)_{\frac {5}{6}}.}
Les bosons X et Y, chargés positivement, portent des charges anti-couleur (équivalentes à deux charges de couleur normales différentes), tandis que les bosons X et Y, chargés négativement, portent des charges de couleur normales. Les signes des isospins faibles des bosons Y sont toujours opposés à ceux de leurs charges électriques. Concernant leur action sur {\displaystyle \mathbb {C} ^{5},}, les bosons X tournent entre un indice de couleur et l'indice d'isospin faible vers le haut, tandis que les bosons Y tournent entre un indice de couleur et l'indice d'isospin faible vers le bas.